# Anders L. Pettersson
Anders L. Pettersson, född 5 oktober 1968, är en svensk statsvetare som arbetat internationellt större delen av sitt liv med fred, säkerhet, demokrati och mänskliga rättigheter.

## Biografi
Pettersson växte upp i Visby och gjorde sin första utlandstjänst med UNIFIL 1991 vid den svenska sjukhuskompaniet (L108) i Libanon. Innan och under studier vid Uppsala Universitet 1994–1996 tjänstgjorde han inom UNPROFOR vid det svenska högkvarterskompaniet (JK04) i Zagreb och deltog senare i den femte svenska Bosnienbataljonen (BA05) som blev det första svenska förband som ingick i en insats ledd av NATO (IFOR). Efter studier vid Stockholms Universitet 1996–1999 arbetade Pettersson under fyra år på Sida med demokrati, mänskliga rättigheter och civila fredsfrämjande insatser inom ramen för OSSE, EU och FN, funktioner som senare kom att överföras till Folke Bernadotteakademin.
Åren 2003–2008 tjänstgjorde han vid Unicefs högkvarter i New York med ansvar för att utveckla organisationens kapacitet och förmåga vid humanitära katastrofinsatser. Åren 2009–2012 arbetade Pettersson i Sverige med den internationella ledningsgruppen för Unicefs nationalkommittéer och han satt även i Unicef Sveriges styrelse under 4 år. Från slutet av 2013 till april 2018 ledde och utvecklade han som generalsekreterare ECPAT Sverige som arbetar mot barnsexhandel. Pettersson tilträdde i maj 2018 rollen som Executive Director för Civil Right Defenders, en internationell organisation med huvudkontor i Stockholm som försvarar människors medborgerliga och politiska rättigheter. Efter sex framgångsrika år, under vilka verksamheten expanderade kraftigt med bland annat en omsättningsökning på 135 %, fördubblad personalstyrka och etablering av flera nya kontor runt om i världen, inklusive i Georgien och Sydsudan, lämnade Pettersson organisationen i augusti 2024. Sedan dess verkar han som oberoende konsult och skriver om hållbarhet för Illuminen: "A global community of change-makers: sustainability leaders, industry experts, and planet earth enthusiasts" och i december 2024 erhöll han utmärkelsen “Top 10 Most-Read Thought Leaders of the year in Social Responsibility globally", av illuminem.
Förutom studier i Sverige har han studerat internationellt ledarskap vid Thunderbird School of Global Management och Aspen Institute och tilldelades 2015 American Express Nonprofit Leader Award i New York. Bakom utmärkelsen för årets ledare i ideell sektor står American Express Leadership Academy.